# Луций Манлий Вулзон (претор 218 пр.н.е.)
Вижте пояснителната страница за други личности с името Луций Манлий Вулзон.
Луций Манлий Вулзон (на латински: Lucius Manlius Vulso) е претор на Римската република през 218 пр.н.е., първата година на втората пуническа война. Той принадлежи вероятно през 216 пр.н.е. към изчезналите след битката при Кана.
Луций Манлий Вулзон е от патрицианската фамилия Манлии, клон Вулзон и е вероятно син на Луций Манлий Вулзон Лонг (консул през 256 и 250 пр.н.е.).
През 218 пр.н.е. той е претор peregrinus и получава задачата да защитава новите колонии Placentia (днес Пиаченца) и Кремона. Той марширува с войската към Мутина (днес Модена), за да потуши въстанието на боите. Римската войска е нападната от боите в една гора, претърпява големи загуби и се оттегля в Tannetum (днес Тането), където е обсадена от боите. Преторът Гай Атилий Серан, който е на път с един легион към Публий Корнелий Сципион в Испания, успява да помогне на Манлий. След това боите се оттеглят.
През ноември 218 пр.н.е. консулът Сципион поема командването на войските на преторите Манлий и Атилий и ги изпраща в Рим.
През края на 217 пр.н.е. той дава нареждането за строеж на храм за Конкордия, обещан преди две години при боевете против боите.
През 216 пр.н.е. Манлий и Атилий кандидатстват в изботите за консули, но не успяват, избран e Гай Теренций Варон. Участва 216 пр.н.е. в битката при Кана и вероятно и той изчезва, както много други.